# Promachus forcipatus
Promachus forcipatus är en tvåvingeart som beskrevs av Ignaz Rudolph Schiner 1868. Promachus forcipatus ingår i släktet Promachus och familjen rovflugor. Inga underarter finns listade i Catalogue of Life.